# Колада
Колада (исп. Colada) — легендарный меч, который наравне с Тисоной являлся личным оружием Эль Сида Кампеадора — национального героя Испании XI века. По легендам сила оружия увеличивалась пропорционально отваге владевшего им воина. Описание этих двух мечей неоднократно встречается в поэме «Песнь о моём Сиде». Название, вероятно, произошло от испанского «acero colado», что можно перевести как сталь литая (фильтрованная, без примесей). Немецкий исследователь и историк оружия Томас Лайбле считает, что особый интерес к этому мечу был вызван популярной экранизацией приключений Родриго Диаса де Вивара — фильмом «Эль Сид», заглавную роль в котором исполнил Чарлтон Хестон.

## Колада в «Песне о моём Сиде»
Сид Кампеадор получил Коладу в качестве боевого трофея после схватки в 1082 году с графом Барселоны Рамоном Беренгером II (стих 58): 
Пленил он Раймунда, Коладу добыл —
Тысячу марок меч этот стоил.

Позже в тексте поэмы Колада упоминается при схватке Эль Сида с условным предводителем «мавров Маликом Букаром» (стих 117) : 
Целых семь миль продолжалась скачка.
У моря с Букаром Сид поравнялся,
Занес Коладу, сплеча ударил,
Повыбил из шлема карбункулы разом,
Навершье рассек, раздробил забрало,
От лба раскроил до пояса мавра,
Убил короля из заморского края.

Именно после этой победы Кампеадор получает Тисону. Спустя некоторое время Кампеадор подарил два знаменитых меча своим зятьям — Фернандо и Диего, но уже вскоре, после того как инфанты недостойно обошлись с дочерьми героя, востребовал их обратно. Суд, назначенный королём, приговорил: Фернандо и Диего должны схватиться в личном поединке с воинами, которых выставит Эль Сид. Победитель в каждой дуэли станет обладателем меча. Фернандо Гонсалес практически сразу признал своё поражение. Для поединка с Диего был выбран молодой и ловкий копейщик Мартин Антолинес, которому для боя, по промежуточному решению суда, Кампеадор передал Коладу (стих 137): 
Возьмите Коладу, вассал мой достойный.
Владел ею прежде, чем я её добыл,
Раймунд Беренгарий, граф Барселонский.
Дарю её вам, чью изведал доблесть.
<…>
Бьет дон Мартин что есть силы наотмашь,
Рассёк на инфанте шлем золоченый,
Завязки на нём порвал, как бечёвки,
Забрало пробил до подкладки холщовой.
Шпага насквозь через холст проходит,
Волосы режет, касается кожи.
Осталось на Дьего полшлема только.
От удара Колады струхнул каррьонец,
Понял, что целым не выйдет из боя.
 Диего позорно бежал с поля боя. Мартин некоторое время преследовал его, нанося Коладой удары плашмя по доспехам противника. Но вскоре слуги короля, по его распоряжению, объявили о победе Антолинеса.

## Исторические факты
Исторические факты подтверждают, что реально существующий воин Родриго Диас де Вивар, более известный в эпосе как Эль Сид, действительно владел двумя примечательными клинками, которые после смерти перешли его дочери Марии Родригес, а от неё — в собственность королей Арагона. В 1286 году они попали в коллекцию короля Кастилии Санчо IV. В 1503 году мечи указаны в описи имущества Алькасара в Сеговии. Более в письменных источниках Колада не упоминается. Доказательств подлинности тех или иных демонстрируемых экземпляров, называемых Коладами, в настоящее время нет. В Королевском дворце в Мадриде представлен меч под этим именем. Подлинная рукоять заменена на эфес от шпаги XVI века. В архивах музея этот образец впервые зарегистрирован под названием Колада только в начале XX века. Клинок хотя и старше рукояти, изготовлен не ранее XIII века, то есть он не мог принадлежать Родриго Диасу де Вивару.

## Описание меча
Меч, который хранится в Королевском дворце в Мадриде под именем Колада, имеет следующие характеристики. Обоюдоострый клинок имеет длину 82,5 сантиметров. Рукоять с перекрестием — 17,5 сантиметров. Вес около 1,2 килограммов. Рукоять обмотана металлической проволокой. В верхней части клинка имеется гравировка на латыни: Lo Soy La Colada Fue Fecha En Era de Hice Trinita (Я — Колада, сделана в эпоху Святой Троицы). Согласно описанию 1503 года гарда, черенок и навершие исполнены из посеребрённого железа, черенок обмотан белой кожей. На клинке с каждой стороны имеются широкие долы.

## Комментарии
1. ↑  Вымышленный персонаж. Известных исторических прообразов не имеет.
2. ↑  По одной из версий — племянник Эль Сида.